# Lijst van afleveringen van De Vervangers
Hier volgt een afleveringenlijst van de televisieserie De Vervangers. De serie bestaat uit twee seizoenen en 52 afleveringen, waarvan de eerste in 2006 werd uitgezonden. Op 30 maart 2009 verscheen de laatste aflevering voor het eerst op de Amerikaanse televisie.

## Overzicht
| Seizoen | Aantal afleveringen | Uitgezonden                    |  |
| ------- | ------------------- | ------------------------------ |  |
| 1       | 21                  | 28 juli 2006 – 29 oktober 2007 |  |
| 2       | 31                  | 10 maart 2008 – 30 maart 2009  |  |

## Afleveringen
| Seizoen 1 (2006-2007) |            |                                                                                 |            |                    |                                                 |                               |  |
| Nr. | Aflevering | Nederlandse titel (Amerikaanse titel)                                           | Regisseur  | Schrijver(s)       | Gastrol(len)                                    | Uitzenddatum Verenigde Staten |  |
| 1 | 1          | Slagveld / ... (Todd Strikes in / The Jerky Girls)                              | -          | -                  | Jake Delaney                                    | 28 juli 2006                  |  |
| A. Na een reeks vreselijke nederlagen besluiten Todd en Riley hun oude honkbalcoach te vervangen door iemand die een professionele honkballer blijkt te zijn. B. Riley vervangt haar strenge scoutingleider door iemand die hun zal helpen meer beef jerky te verkopen dan hun rivalen, die geleid worden door Sierra. |            |                                                                                 |            |                    |                                                 |                               |  |
| 2 | 2          | Assepoester / ... (CindeRiley / Skate-Gate)                                     | -          | -                  | -                                               | 8 september 2006              |  |
| A. Om indruk te maken op Johnny Hitswell vervangt Riley haar simpele kapper door iemand die haar een complete make-over zal geven voor het schoolfeest. B. Todd vervangt de burgemeester door een professionele skater zodat hij zelf kan bepalen hoe hij skate. Riley wordt hyperactief na het eten van te veel suiker, waardoor ze een boerderij bouwt en eekhoorns gaat vangen. |            |                                                                                 |            |                    |                                                 |                               |  |
| 3 | 3          | Veiligheidspolitie / Studiekamp (The Insecurity Guard / Quiet Riot)             | -          | -                  | -                                               | 9 september 2006              |  |
| A. Na aangevallen te zijn door een pestkop, genaamd Donny Rottwieler, besluit Todd de weinig behulpzame schoolbewaker te vervangen door een beveilingsrobot. Deze robot bezorgt Todd een slechte reputatie. B. Todd vervangt de bibliothecaris door een rockster terwijl hun schoolprojecten binnenkort afgerond moeten worden. |            |                                                                                 |            |                    |                                                 |                               |  |
| 4 | 4          | Eerlijk duurt het langst / ... (The Truth Hurts / Jumping Mad)                  | -          | -                  | -                                               | 16 september 2006             |  |
| A. Rileys schooljournalistieke loopbaan neemt een wending wanneer ze haar leraar vervangt door iemand die haar stimuleert om haar vrienden en familie in verlegenheid te brengen. B. Riley vervangt haar vaders stunt-coördinator door een wetenschapper in de natuurkunde om zijn carrière veiliger te maken. |            |                                                                                 |            |                    |                                                 |                               |  |
| 5 | 5          | (The Majestic Horse / Carnie Dearest)                                           | -          | -                  | -                                               | 23 september 2006             |  |
| A. Als Riley net als altijd weer eens een droom heeft over een paard met talent: precies wat Thunderbolt hoopte, koopt Dick Riley die prins van Sloan Cinnamon Boots Riley Stone heet, deze wordt vervangen door de echte Thunderbolt. B. Nadat Todd vertelde het niet te doen, sluipt Todd toch naar het carnaval, hij voegt zich vervolgens bij hen, nadat hij de carnavalmanager vervangen heeft door een straatgokker. In deze aflevering blijkt dat agent K vroeger hetzelfde gedaan heeft als Todd en Riley en dus wilde voorkomen dat zij dezelfde fout zouden maken.                  |            |                                                                                 |            |                    |                                                 |                               |  |
| 6 | 6          | (Days of Blunder / Cheer Pressure)                                              | -          | -                  | -                                               | 30 september 2006             |  |
| A. Todd en Dick bouwen samen een kart om aan een race mee te doen. Dick blijkt hier echter heel slecht in te zijn en Todd vervangt hem tijdelijk door een geniale technicus. B. Om indruk te maken op Johnny Hitswell vervangt Riley de cheerleadingcoach door een hippie nadat Tasumi, Abbey en zij niet tot het team werden toegelaten. Uiteindelijk herstelt Riley deze vervanging zodat alle nieuwe cheerleaders niet meer in het team zitten en de oude weer wel. |            |                                                                                 |            |                    |                                                 |                               |  |
| 7 | 7          | ... / Rileys verjaardag (Going Overboard / Riley's Birthday)                    | -          | -                  | -                                               | 7 oktober 2006                |  |
| A. Todd en Riley vervangen hun saaie oppas door een enthousiaste televisiepresentator, die geen rekening houdt met de huisregels. Deze aflevering is een parodie op het Amerikaanse kinderboek The Cat in the Hat uit 1957. B. Todd vervangt de buschauffeur door een orang-oetan. Agent K. probeert Dustin Dreamlake, het idool van Riley, zover te krijgen dat hij naar haar dertiende verjaardagsfeestje gaat. Intussen vermaken Dick en Todd de gasten om tijd te winnen. |            |                                                                                 |            |                    |                                                 |                               |  |
| 8 | 8          | (Halloween Spirits)                                                             | -          | -                  | -                                               | 14 oktober 2006               |  |
| Wanneer Todd en Riley merken dat Fleemco bellen niet werkt bij de poging tot vervanging van hun buren Kelpmans. Deze buren worden in de Amerikaanse versie van de serie vertolkt door Mary Elizabeth McGlynn & Jeff Bennett. Ze denken dat hun buren zijn veranderd in zombies, en dat zij dat ook worden. |            |                                                                                 |            |                    |                                                 |                               |  |
| 9 | 9          | (German Squirmin' / The Means Justify the Trend)                                | -          | -                  | -                                               | 4 november 2006               |  |
| A. Todd kan geen Duits. Daarom wil Todd iemand ruilen. Todd liegt over zijn Duits, en hij vervangt zijn leraar Duits door iemand die alleen Duits spreekt. B. Riley vervangt covermodel en trendsetter Heather Harley, door een meisje, deze is zoals haar. |            |                                                                                 |            |                    |                                                 |                               |  |
| 10 | 10         | (Davey Hunkerhoff / Ratted Out)                                                 | -          | -                  | Zac Efron                                       | 18 november 2006              |  |
| A. Om Johnny Hitswell jaloers te maken vervangt Riley de bejaarde badmeester door een echte 'hunk'. Deze knappe jongen wordt in de Amerikaanse versie van de serie vertolkt door Zac Efron. B. Riley laat per ongeluk de rat van Todd ontsnappen en vervangt deze door een nieuwe. |            |                                                                                 |            |                    |                                                 |                               |  |
| 11 | 11         | Meester Pho / Tralie tuin (Master Pho / Zoo or False?)                          | -          | -                  | -                                               | 2 december 2006               |  |
| A. Om ervoor te zorgen dat hij het tegen Donny Rottwieler kan opnemen, vervangt Todd zijn karateleraar door een professionele trainer die een vijand van Agent K. blijkt te zijn. B. Riley is het zat dat de dieren in de dierentuin geen respect krijgen. Ze vervangt de dierenverzorger door een dierenrechtenactivist die de dieren vrijlaat. Riley en haar gezin moeten de dieren weer vangen. |            |                                                                                 |            |                    |                                                 |                               |  |
| 12 | 12         | Beste vrienden voor nooit? / ... (Best Friends ForNever? / Running from Office) | -          | -                  | -                                               | 9 december 2006               |  |
| A. Riley en Tasumi proberen hun vriendschap op te lossen, Todd vervangt de raadgever door een professionele worstelaar. B. Todd en Riley houden een school campagne tegen elkaar. Door Todd en Riley komt er een kandidaat-manager via Fleemco die met gespannen voeten loopt. |            |                                                                                 |            |                    |                                                 |                               |  |
| 13 | 13         | Schoolreisje / Viool-duel (Fieldtrippin' / Fiddling Around)                     | -          | -                  | -                                               | 6 januari 2007                |  |
| A. Todd en Riley vervangen de archeologische park eigenaar door een schatzoeker die hen helpt ontdekken naar een verloren schat. B. Wegens een land-oplichter, vervangt Riley haar klassieke vioolleraar met haar idoolm Susie May. |            |                                                                                 |            |                    |                                                 |                               |  |
| 14 | 14         | (Boyzroq / Ball Hogs)                                                           | -          | -                  | -                                               | 3 februari 2007               |  |
| A. Om het schoolkoor populairder te maken, vervangt Todd de koorleider door een muziekproducent die het koor in een band verandert. B. Todd en Jacobo ruziën over een bal die Carson Palmer bij een football-wedstrijd gooide. Als blijkt dat Hacobo de eer van het vangen van de bal niet met hem wil delen, vervangt Todd de museumbewaker door een mimespeler. |            |                                                                                 |            |                    |                                                 |                               |  |
| 15 | 15         | Todd / Dick wordt fit (iTodd / See Dick Run)                                    | -          | -                  | -                                               | 16 juni 2007                  |  |
| A. Todd raakt verslaafd aan een website, Fleemster.com genaamd. Als zijn familie de computers uitschakelt om hem van deze verslaving af te helpen, probeert Todd er alles aan te doen om die site toch te gebruiken. Hij gaat zelfs zo ver dat hij de ICT'er van de bibliotheek vervangt door de bedenker van Fleemster.com. B. Nadat Todd erachter is gekomen dat Dick kampioen hardlopen is geweest, schrijft hij zijn vader in voor een wedstrijd tegen de vader van Buzz. Om ervoor te zorgen dat de lichamelijke conditie van Dick verbetert, vervangt hij de ijscoman door een diëtist. |            |                                                                                 |            |                    |                                                 |                               |  |
| 16 | 16         | Het mooie mysterie / Zoete wraak (The Perfect Date / Serf's Up)                 | -          | -                  | -                                               | 30 juni 2007                  |  |
| A. Johnny Hitswell vraagt Riley op een dag, haar familie probeert hier iets moois van te maken. Om haar te helpen vervangt Todd (gedwongen door zijn ouders) het personeel van Le Petit Fromage door Franse obers. Maar, wanneer deze niet komen opdagen, moet Todd met zijn familie invallen. B. Todd heeft een droom, deze zegt dat Todd de broer van Riley is, dit terwijl Riley wordt verwend als een prinses. Ze is als aanstaande koningin. Als Todd beneden komt, krijgt hij een drankje. Hierbij zal de drinker met een monsterlijke kampioen versie vervangen worden.                |            |                                                                                 |            |                    |                                                 |                               |  |
| 17 | 17         | (The Frog Prince / Snow Place Like Nome)                                        | -          | -                  | -                                               | 21 juli 2007                  |  |
| A. Om te voorkomen dat Sheldon wordt uitgelachen vanwege het feit dat het een denkbeeldige vriendin is, vervangt Riley haar denkbeeldige vriendin Sheldon met een echt persoon. Sheldon wordt in de Amerikaanse versie van de serie vertolkt door Miley Cyrus. B. Als opdrachtgever Cutler bepaald de school niet af te sluiten wegens een sneeuwstorm, Riley bepaald daarom Principal Cutler door een hoofdsom van Tobago te vervangen, Deze persoon heeft nog nooit in zijn leven sneeuw gezien.                                                                                            |            |                                                                                 |            |                    |                                                 |                               |  |
| 18 | 18         | ... / Moederruil (A Daring Romance / Maid for K)                                | -          | -                  | -                                               | 28 juli 2007                  |  |
| A. Vanwege diens slechte liefdesadvies vervangt Riley oom Phil door Gordo Glideright, een rivaal van Dick Daring. B. Om ervoor te zorgen dat Agent K. een pauze kan nemen, regelen de kinderen via Fleemco een huishoudster. |            |                                                                                 |            |                    |                                                 |                               |  |
| 19 | 19         | Abra K Dabra / Valentijnsdag (AbraKDabra! / Kumquat Day)                        | -          | -                  | -                                               | 11 augustus 2007              |  |
| A. Todd en Riley schrijven zich in voor een competitie op school waarbij de ouders met de kinderen optreden. Hun moeder heeft echter last van plankenkoorts, dus Todd vervangt haar door een goochelaar, genaamd Corletta. Zij blijkt uiteindelijk zijn moeder in vermomming te zijn. B. Rileys zoetsappige liefdesbrief aan Johnny Hitswell belandt per ongeluk bij de post. Riley vervangt de postbode door een luiaard, om te voorkomen dat de brief wordt bezorgd. |            |                                                                                 |            |                    |                                                 |                               |  |
| 20 | 20         | Auto Anton (London Calling)                                                     | -          | -                  | Harry Potter-ster Bonnie Wright en Michael York | 15 oktober 2007               |  |
| Todd en Riley gaan naar Londen, dit omdat hun spion auto daar staat, Carter werd gestuurd om de kinderen dingen te leren in een geheime spionage-school. Toch onthullen ze een complot, en met behulp van hun ouders, grootouders auto slagen zij erin om de dag te redden. |            |                                                                                 |            |                    |                                                 |                               |  |
| 21 | 21         | ... / Conrads vrije dag (Clueless / Conrad's Day Off)                           | -          | -                  | -                                               | 29 oktober 2007               |  |
| A. Rileys gastheren hebben een mysterieus etentje en Todd heeft een irritante robot. Dan, in het donker, heeft iemand de robot vernietigd. Maar wie? B. Conrad moet op vakantie, daarom wordt hij vervangen door mensen, Todd geeft Riley per ongeluk een dubbele detentie. |            |                                                                                 |            |                    |                                                 |                               |  |
| Seizoen 2 (2008-2009) |            |                                                                                 |            |                    |                                                 |                               |  |
| Nr. | Aflevering | Nederlandse titel (Amerikaanse titel)                                           | Regisseur  | Schrijver(s)       | Gastrol(len)                                    | Uitzenddatum Verenigde Staten |  |
| 22 | 1          | (The Spy Who Wasn't Riley)                                                      | -          | -                  | -                                               | 10 maart 2008                 |  |
| Uit een zogenaamde bekwaamheidstest blijkt dat Riley in de toekomst het beste kan gaan werken als een glazenwasser, dus ze probeert net als haar moeder een spion te worden. Todd wil graag een clown worden. |            |                                                                                 |            |                    |                                                 |                               |  |
| 23 | 2          | (Late Night with Todd and Riley)                                                | -          | -                  | -                                               | 17 maart 2008                 |  |
| Riley en Todd houden tegelijkertijd een slaapfeestje. Riley neemt wraak op Sierra omdat zij haar niet had uitgenodigd voor haar zwemfeest. Todd en zijn vrienden kijken naar Splatter Train, een enge film. De film die Todd kijkt is een parodie op het door Stephen King geschreven boek Christine. |            |                                                                                 |            |                    |                                                 |                               |  |
| 24 | 3          | (Space Family Daring)                                                           | -          | -                  | -                                               | 31 maart 2008                 |  |
| Als Fleemco een Space Shuttle bouwt, durven vrijwilligers hem te testen. Ondertussen probeert Riley te bewijzen dat ze risico's kan nemen. |            |                                                                                 |            |                    |                                                 |                               |  |
| 25 | 4          | (She Works Hard for the Movies)                                                 | -          | -                  | -                                               | 14 april 2008                 |  |
| Riley krijgt een baan bij een lokale bioscoop, Todd en Jacobo werken aan een geld-maak-machine. |            |                                                                                 |            |                    |                                                 |                               |  |
| 26 | 5          | (Volcano Island)                                                                | -          | -                  | -                                               | 28 april 2008                 |  |
| De familie Daring doet mee aan een survival-realityshow. Todd vindt het niet leuk dat Buzz valsspeelt dus hij vervangt de presentator door iemand die hier een eind aan maakt. |            |                                                                                 |            |                    |                                                 |                               |  |
| 27 | 6          | (The Rizzle)                                                                    | -          | -                  | -                                               | 12 mei 2008                   |  |
| Riley raakt in de problemen als ze rondhangt met een ouder meisje met wilde trekken. Todd komt erachter dat hij een bril moet gaan dragen, maar hij doet alsof hij die niet nodig heeft. |            |                                                                                 |            |                    |                                                 |                               |  |
| 28 | 7          | De Kitscherigste krampeershow (The Campiest Episode Ever)                       | -          | -                  | -                                               | 25 mei 2008                   |  |
| Todd wordt gedwongen naar een kamp te gaan, terwijl Riley een vertrouwenspersoon wordt. Het hoofd wil geen aandacht aan de kinderen besteden, daarom bedenkt hij een verhaal waardoor hij hoopt dat de kinderen binnen blijven. Dit terwijl de begeleiders plezier hebben, de kinderen blijven in hun cabine. Maar, Todd en zijn vrienden richten zich op het verslaan van een rijke jongen op de talentenjacht, daarom proberen ze het monster te vangen. |            |                                                                                 |            |                    |                                                 |                               |  |
| 29 | 8          | (Phoneless in Pleasant Hills)                                                   | -          | -                  | -                                               | 9 juni 2008                   |  |
| Buzz maakt gebruik van Rileys telefoon, deze gebruikt Riley normaal om mensen te vervangen uit de hele stad. Ondertussen is Todd bedroefd omdat zijn comedy-team breekt. |            |                                                                                 |            |                    |                                                 |                               |  |
| 30 | 9          | (Garage Sale Daring / Private Todd)                                             | -          | -                  | -                                               | 23 juni 2008                  |  |
| A. Riley probeert in paniek al haar kinderachtige spullen weg te halen voordat Johnny arriveert voor een studie-afspraakje. B. Todd is het zat dat zijn moeder hem geen ruimte geeft, dus hij zorgt ervoor dat zijn kamer is beveiligd tegen spionnen. |            |                                                                                 |            |                    |                                                 |                               |  |
| 31 | 10         | (Hollywouldn't)                                                                 | -          | -                  | Jessica DiCicco                                 | 7 juli 2008                   |  |
| Todd krijgt een rol in een film die gebaseerd is op de relatie tussen Shelton en Celebrity in The Frog Prince. Todd komt er echter achter dat Celebrity van plan is om wraak te nemen op Shelton omdat hij haar gedumpt heeft. |            |                                                                                 |            |                    |                                                 |                               |  |
| 32 | 11         | (Glee by the Sea)                                                               | -          | -                  | -                                               | 21 juli 2008                  |  |
| De Durfals gaan op vakantie naar een strand waar Todd verliefd op een ouder meisje wordt, en Riley wacht op een goed moment om Johnny Hitswell te bellen. Agent K denkt dat Dr Skorpius iets van plan is. |            |                                                                                 |            |                    |                                                 |                               |  |
| 33 | 12         | (Bowled Over / A Little Tiffed Off)                                             | -          | -                  | -                                               | 11 augustus 2008              |  |
| A. Als Abby Rileys hulp bij een missverkiezing weigert, besluit Riley zichzelf aan te melden. B. Als Todd ontdekt dat Tiffany een oogje op hem heeft, is hij niet geïnteresseerd, totdat hij zich bewust wordt van de voordelen van een rijke vriendin. |            |                                                                                 |            |                    |                                                 |                               |  |
| 34 | 13         | (Canadian Fakin')                                                               | -          | -                  | Josh Duhamel en Jason Marsden                   | 25 augustus 2008              |  |
| Riley doet mee aan een uitwisselingsprogramma en gaat naar Canada terwijl de familie Daring een Canadese jongen in huis neemt. Deze jongen maakt Todd zo jaloers dat hij van huis wegrent. |            |                                                                                 |            |                    |                                                 |                               |  |
| 35 | 14         | (Tasumi Unmasked)                                                               | -          | -                  | James Sie en Daran Norris                       | 15 september 2008             |  |
| Tasumi creëert een geheime identiteit om te ontsnappen van haar sterrenstatus in Japan. Ondertussen wordt Todd naar aanleiding van zijn eenmansorkest geconfronteerd met een straatartiest. |            |                                                                                 |            |                    |                                                 |                               |  |
| 36 | 15         | (Pleasant Hills Confidential)                                                   | -          | -                  | -                                               | 29 september 2008             |  |
| Todd start een verkoop van vervangingen aan zijn klasgenoten. |            |                                                                                 |            |                    |                                                 |                               |  |
| 37 | 16         | (Extra Credit)                                                                  | -          | -                  | Tara Strong en Jason Marsden                    | 13 oktober 2008               |  |
| Riley heeft een dringende behoefte aan geld als ze rentekosten voor het gebruik van agent K's creditcard heeft. Ondertussen vindt Todd een andere manier om aan geld te komen als hij iemand ontmoet voor een documenten-verkoopteam. |            |                                                                                 |            |                    |                                                 |                               |  |
| 38 | 17         | (You Got Schooled)                                                              | -          | -                  | -                                               | 27 oktober 2008               |  |
| Dick belandt in Todds geschiedenisles als hij teruggestuurd wordt om het achtste jaar van de basisschool te halen. Ondertussen nemen Riley en Johnny het op tegen een aantal pestkoppen die de lokale skatebaan overnemen. |            |                                                                                 |            |                    |                                                 |                               |  |
| 39 | 18         | (Heartbreak in the City)                                                        | -          | -                  | Tim Gunn                                        | 10 november 2008              |  |
| Riley gedraagt zich paranoïde als Johnny naar New York gaat om als model te werken en uiteindelijk dumpt ze hem. Todd en Dick besluiten om als echte mannen te leven nadat de vrouwen uit het huis vertrokken zijn. |            |                                                                                 |            |                    |                                                 |                               |  |
| 40 | 19         | (Puzzle Me Daring)                                                              | -          | -                  | -                                               | 17 november 2008              |  |
| Todd probeert zijn moeder te helpen een zaak van een raadsel over een boef op te lossen. Riley ontdekt dat ze kan doen wat ze wil door haar voor te doen als iemand anders. |            |                                                                                 |            |                    |                                                 |                               |  |
| 41 | 20         | (Dick Daring's All-Star Holiday Stunt Spectacular)                              | -          | -                  | -                                               | 8 december 2008               |  |
| De Darings hosten hun jaarlijkse spektakel dat geregisseerd wordt door Ryley met Ed Begley jr. Carson Palmer, en Josh Duhamel. Ondertussen probeert Todd wat geld te verdienen met zijn eigen telefoon. |            |                                                                                 |            |                    |                                                 |                               |  |
| 42 | 21         | (A Buzzwork Orange)                                                             | -          | -                  | -                                               | 22 december 2008              |  |
| Todd stuurt Buzz per ongeluk naar een jeugdinrichting. Als Buzz vervolgens terugkeert om Riley te helpen bij een solo-voorstelling, vindt Todd dat zo verdacht dat hij met hulp van Gilbert Gottfried probeert de oude Buzz terug te krijgen. |            |                                                                                 |            |                    |                                                 |                               |  |
| 43 | 22         | (Double Trouble / The Revenge of Prince Cinnamon Boots)                         | -          | -                  | -                                               | 5 januari 2009                |  |
| A. Riley, Tasumi en Abbey worden lid van 'Nature Tweens' nadat Riley verklaart geen gevoelens meer te hebben voor Johnny. Als ze hoort dat Johnny een date heeft gevonden, besluit Riley met Berry naar het buffet van Nature Tweens te gaan. B. Prince Cinnamon Boots is het zat dat hij genegeerd wordt door de familie Daring en lokt hen het huis uit om ze vervolgens buiten te sluiten met behulp van het beveiligingssysteem dat Agent K. heeft geïnstalleerd. |            |                                                                                 |            |                    |                                                 |                               |  |
| 44 | 23         | (Moustache Mayhem)                                                              | -          | -                  | -                                               | 27 januari 2009               |  |
| Iedereen gaat ervan uit dat Todd een volwassene is als een van agent K's gadgets bij hem een snor laat groeien. |            |                                                                                 |            |                    |                                                 |                               |  |
| 45 | 24         | (Snide and Prejudice)                                                           | -          | -                  | -                                               | 2 februari 2009               |  |
| Riley krijgt direct een hekel aan new kid in town, maar al snel krijgt ze een oogje op hem. Ondertussen beschouwd Todd zichzelf als te cool door een lelijk spel met Jacobo. |            |                                                                                 |            |                    |                                                 |                               |  |
| 46 | 25         | (Art Attack)                                                                    | -          | -                  | -                                               | 23 februari 2009              |  |
| Todd en Riley schrijven zich in voor een cursus tekenen, maar Riley wordt al gauw jaloers als Todd een favoriet wordt binnen de kunstgemeenschap. |            |                                                                                 |            |                    |                                                 |                               |  |
| 47 | 26         | (Shelton's Bar Mitzvah / Crushing Riley)                                        | -          | -                  | -                                               | 2 maart 2009                  |  |
| A. De ouders van Sheldon sluiten hem uit bij de planning van zijn bar mitswa. B. Riley geeft les aan een pestkop die vervolgens verliefd wordt op haar. |            |                                                                                 |            |                    |                                                 |                               |  |
| 48 | 27         | (Injustice is Blind)                                                            | Robb Pratt | Jonathan M. Howard | Doug Brochu                                     | 28 april 2009                 |  |
| Terwijl Todd wordt geconfronteerd door een blinder pester, confronteert Riley de auteur van haar favoriete boek serie die niet eindigt op de manier die ze wil. |            |                                                                                 |            |                    |                                                 |                               |  |
| 49 | 28         | (Truth or Daring)                                                               | -          | -                  | -                                               | 16 maart 2009                 |  |
| Todd probeert Riley de waarheid goed te laten zien door dat eerlijkheid niet altijd het beste beleid, maar uiteindelijk brengen ze Dicks herverkiezingscampagne in gevaar. Todd zelf zet zichzelf aan het nadenken over een beter excuus voor het niet hebben gemaakt van zijn huiswerk. Echter, Todd liegt constant over zijn slechte resultaten van zijn huiswerk, omdat hij niet de waarheid wil vertellen. |            |                                                                                 |            |                    |                                                 |                               |  |
| 50 | 29         | (Todd-Busters)                                                                  | -          | -                  | -                                               | 23 maart 2009                 |  |
| Todd zet zichzelf voor paal voor de hele school. Hij gebruikt een hoed van agent K. die hem onzichtbaar maakt, zodat hij de school kan plagen door net te doen alsof hij een spook is. Hierdoor raakt hij in nog meer verlegenheid. |            |                                                                                 |            |                    |                                                 |                               |  |
| 51 | 30         | (A Tale of Two Rileys)                                                          | -          | -                  | -                                               | 30 maart 2009                 |  |
| Riley wil zo graag naar Dreamfest, een festival waar Dustin Dreamlake optreedt, dat ze Conrad chanteert om een robot te regelen die haar kan vervangen op school. |            |                                                                                 |            |                    |                                                 |                               |  |
| 52 | 31         | (Irreplaceable)                                                                 | -          | -                  | Carson Palmer                                   | 30 maart 2009                 |  |
| Nadat ze agent K en Dick Durfal gaan missen, gaan Todd en Riley op zoek naar hen echte ouders met de hulp van Sheldon, Hacobo en Tasumi. Ze merken snel dat Dr. Scorpius hun ouders heeft ontvoerd en Fleemco overnam. |            |                                                                                 |            |                    |                                                 |                               |  |